# Eumerus sicilianus
Eumerus sicilianus är en tvåvingeart som beskrevs av Goot 1964. Eumerus sicilianus ingår i släktet månblomflugor, och familjen blomflugor.
Artens utbredningsområde är Italien. Inga underarter finns listade i Catalogue of Life.